# Cicindela albissima
Cicindela albissima este o specie de insecte coleoptere, descrisă de Rumpp în anul 1962. Cicindela albissima face parte din genul Cicindela, familia Carabidae. Această specie nu are alte subspecii cunoscute.

## Galerie

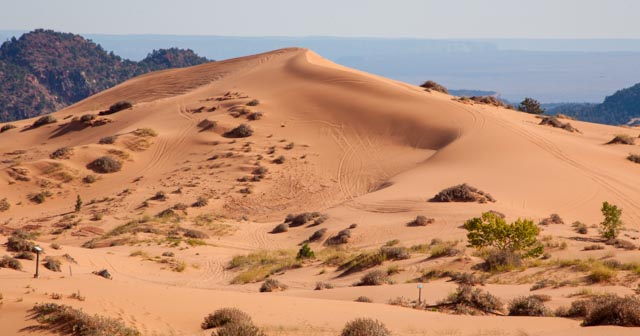